# Clásico Lugano-Yupanqui
El clásico conformado por Lugano-Yupanqui, conocido también como "Clásico de Villa Lugano", enfrenta a dos equipos originarios del barrio de Lugano aunque ambos tienen su estadio ensamblado en el partido de La Matanza, en el caso de Atlético Lugano el suyo se encuentra ubicado en Tapiales mientras que Yupanqui en 2022 inauguró el propio en Ciudad Evita. La rivalidad surgió debido a la cercanía de ambas sedes sociales y al compartir históricamente la última división de clubes directamente afiliados a la AFA.

## Historia
En el estadio José Moraños se reeditará el clásico del barrio de Villa Lugano, en un choque que siempre tiene un sabor especial y que despierta una gran rivalidad entre los hinchas.Diario Popular.
El primer clásico se disputó por primera vez hace 48 años en el Torneo de Primera D 1976, correspondiente a la fecha 5 de la Zona Sur, y fue victoria como local de Lugano (en aquel momento llamado General Belgrano) por 3-1 en el estadio José Moraños.
En la temporada 1995/96 de Primera D se produjo el único enfrentamiento por eliminación directa del historial. El clásico se puso en disputa en los cuartos de final del Torneo Reducido, a partidos de ida y vuelta. El 25 de mayo de 1996, en el estadio de All Boys, Yupanqui goleó 4-0 siendo local con tantos de Aníbal Valente, Miguel Morotti, Javier N. Molinari y Gerardo Carmona. La revancha fue el primero de junio, Lugano hizo lo propio en cancha de Laferrere y venció por 4-1 con un triplete de Rodrigo Stalteri y el restante de Juan Juárez, mientras que Alejandro Magliano descontó para el visitante. El global favoreció a Yupanqui por 5-4 y avanzó a semifinales pero sin conseguir el ascenso a Primera C.
El clásico siempre se disputó en la última categoría de los equipos directamente afiliados a AFA, sin embargo la prensa suele estar pendiente de este tradicional derbi de Primera D.
En 2019 se realizó por primera vez, en carácter de amistoso, un clásico entre los equipos femeninos para fomentar y profesionalizar la actividad.

## Historial
Para confeccionar la siguiente tabla se toman en cuenta todos los partidos oficiales reconocidos por AFA.
- Actualizado hasta el 8 de septiembre de 2024 (Yupanqui 1-1 Lugano).

| Competición     | Partidos | Victorias | Victorias | Empates | Goles | Goles |
| --------------- | -------- | --------- | --------- | ------- | ----- | ----- |
| Cuarta División | 22       | 10        | 9         | 3       | 29    | 34    |
| Quinta División | 59       | 19        | 18        | 22      | 74    | 73    |
| Total           | 81       | 29        | 27        | 25      | 104   | 106   |

## Tabla comparativa
Actualizado hasta enero de 2024
| Observaciones       |                         |                                  |
| ------------------- | ----------------------- | -------------------------------- |
| Nombre completo     | Club Atlético Lugano    | Club Social y Deportivo Yupanqui |
| Fecha de fundación  | 18 de noviembre de 1915 | 12 de octubre de 1935            |
| Apodo               | Naranjero               | Trapero                          |
| Temporadas          |                         |                                  |
| Total en AFA        | 64                      | 51                               |
| en segunda división | 5                       | 0                                |
| en tercera división | 6                       | 0                                |
| en cuarta división  | 21                      | 13                               |
| en quinta división  | 32                      | 38                               |
| Títulos             |                         |                                  |
| Total en AFA        | 2                       | 1                                |
| en copas de Ascenso | 1                       | 0                                |
| en quinta división  | 1                       | 1                                |

## Partidos oficiales
| #  | Fecha       | Torneo            | Ronda       | Estadio           | Local            | Resultado | Visitante        | Goles (L)                                         | Goles (V)                                    |
| -- | ----------- | ----------------- | ----------- | ----------------- | ---------------- | --------- | ---------------- | ------------------------------------------------- | -------------------------------------------- |
| 1  | 24-abr 1976 | Primera D 1976    | ZS 5        | Lugano            | General Belgrano | 3-1       | Yupanqui         | ?                                                 | ?                                            |
| 2  | ?-? 1976    | Primera D 1976    | ZS 16       | Savio 80          | Yupanqui         | 0-2       | General Belgrano |                                                   | ?                                            |
| 3  | 9-abr 1977  | Primera D 1977    | ZS 2        | Lugano            | General Belgrano | GP-PP     | Yupanqui         | ?                                                 | ?                                            |
| 4  | 25-jun 1977 | Primera D 1977    | ZS 13       | Sacachispas       | Yupanqui         | 1-0       | General Belgrano | ?                                                 |                                              |
| 5  | 19-may 1979 | Primera D 1979    | ZS 9        | Sacachispas       | Yupanqui         | 3-0       | General Belgrano | ?                                                 |                                              |
| 6  | 21-jul 1979 | Primera D 1979    | ZS 18       | Laferrere         | General Belgrano | 2-9       | Yupanqui         | ?                                                 | ?                                            |
| 7  | 29-mar 1980 | Primera D 1980    | ZC 1        | Laferrere         | General Belgrano | 0-1       | Yupanqui         |                                                   | ?                                            |
| 8  | 14-jun 1980 | Primera D 1980    | ZC 12       | Liga de Laferrere | Yupanqui         | 3-1       | General Belgrano | ?                                                 | ?                                            |
| 9  | 18-abr 1981 | Primera D 1981    | ZB 4        | Liga de Laferrere | Yupanqui         | 3-1       | General Belgrano | Lapelosa, Mariani y J. Rodríguez (p)              | Santini                                      |
| 10 | 1-ago 1981  | Primera D 1981    | ZB 19       | Liga de Laferrere | General Belgrano | 1-1       | Yupanqui         | Vera                                              | Lapelosa (p)                                 |
| 11 | 19-jun 1982 | Primera D 1982    | ZB 12       | Savio 80          | Yupanqui         | 0-4       | General Belgrano |                                                   | ?                                            |
| 12 | 2-oct 1982  | Primera D 1982    | ZB 27       | ?                 | General Belgrano | 4-3       | Yupanqui         | Quique - Carreño - Ferraris ( doblete )           | Fernandez - Lugos - Cazares                  |
| 13 | 28-may 1983 | Primera D 1983    | ZB 12       | Lugano            | General Belgrano | 0-2       | Yupanqui         |                                                   | ?                                            |
| 14 | 27-ago 1983 | Primera D 1983    | ZB 25       | Lugano            | Yupanqui         | 2-3       | General Belgrano | ?                                                 | ?                                            |
| 15 | 9-jun 1984  | Primera D 1984    | ZB 12       | Lugano            | General Belgrano | 0-0       | Yupanqui         |                                                   |                                              |
| 16 | 8-sep 1984  | Primera D 1984    | ZB 25       | Savio 80          | Yupanqui         | 0-1       | General Belgrano |                                                   | ?                                            |
| 17 | 29-jun 1985 | Primera D 1985    | ZB 12       | Lugano            | General Belgrano | 1-2       | Yupanqui         | Capitoni                                          | Stafolarini; L. Verón                        |
| 18 | 5-oct 1985  | Primera D 1985    | ZB 25       | Lugano            | Yupanqui         | 1-0       | General Belgrano | E. Jaraslavsky                                    |                                              |
| 19 | 16-feb 1986 | Primera D 1986    | GD 2        | Savio 80          | Yupanqui         | 1-2       | General Belgrano | E. Jaraslavski (p)                                | C. Watson; Del Valle                         |
| 20 | 5-abr 1986  | Primera D 1986    | GD 9        | Lugano            | General Belgrano | 1-0       | Yupanqui         | Carril                                            |                                              |
| 21 | 26-jul 1986 | Primera D 1986/87 | ZB 3        | Lugano            | Lugano           | 2-0       | Yupanqui         | J. Santillán; J. Yanacón                          |                                              |
| 22 | 18-oct 1986 | Primera D 1986/87 | ZB 14       | Sacachispas       | Yupanqui         | 4-0       | Lugano           | J. Torrales (e/c); J. Torres; R. Ramayo; S. Unzué |                                              |
| 23 | 30-may 1987 | Primera D 1987/88 | 4           | Sacachispas       | Yupanqui         | 2-4       | Lugano           | J. Flores; S. Quiroga                             | L. Coronel; C. Carrizo; H. Pereira (2)       |
| 24 | 17-oct 1987 | Primera D 1987/88 | 23          | Lugano            | Lugano           | 2-0       | Yupanqui         | J. Correa (2)                                     |                                              |
| 25 | 7-ago 1993  | Primera D 1993/94 | Ap. 3       | Lugano            | Lugano           | 0-0       | Yupanqui         |                                                   |                                              |
| 26 | 12-dic 1993 | Primera D 1993/94 | Cl. 3       | Savio 80          | Yupanqui         | 1-1       | Lugano           | A. Valente                                        | F. Velázquez                                 |
| 27 | 2-dic 1995  | Primera D 1995/96 | Ap. 14      | Lugano            | Lugano           | 0-0       | Yupanqui         |                                                   |                                              |
| 28 | 11-may 1996 | Primera D 1995/96 | Cl. 14      | Savio 80          | Yupanqui         | 2-1       | Lugano           | A. Magliano; J. Molinari                          | R. Stalteri                                  |
| 29 | 25-may 1996 | Primera D 1995/96 | 4 °F ida    | All Boys          | Yupanqui         | 4-0       | Lugano           | A. Valente; M. Morotti; J. Molinari; G. Carmona   |                                              |
| 30 | 1-jun 1996  | Primera D 1995/96 | 4 °F vuelta | Laferrere         | Lugano           | 4-1       | Yupanqui         | R. Stalteri (3); J. Juárez                        | A. Magliano                                  |
| 31 | 12-nov 1996 | Primera D 1996/97 | Ap. 9       | Deportivo Riestra | Yupanqui         | 2-1       | Lugano           | M. Grosso; J. Ledesma                             | F. Ríos (p)                                  |
| 32 | 26-abr 1997 | Primera D 1996/97 | Cl. 9       | Lugano            | Lugano           | 1-0       | Yupanqui         | G. Rodríguez                                      |                                              |
| 33 | 27-sep 1997 | Primera D 1997/98 | Ap. 5       | Lugano            | Lugano           | 0-0       | Yupanqui         |                                                   |                                              |
| 34 | 21-mar 1998 | Primera D 1997/98 | Cl. 5       | Savio 80          | Yupanqui         | 1-1       | Lugano           | A. Herrera                                        | G. Cols                                      |
| 35 | 30-oct 1999 | Primera D 1999/00 | Ap. 8       | Sacachispas       | Yupanqui         | 1-3       | Lugano           | C. Segovia (p)                                    | W. Alfonso; M. López; D. Aráoz               |
| 36 | 13-may 2000 | Primera D 1999/00 | Cl. 8       | Lugano            | Lugano           | 1-1       | Yupanqui         | M. López                                          | H. Galeano                                   |
| 37 | 16-sep 2000 | Primera D 2000/01 | Ap. 2       | Sacachispas       | Yupanqui         | 2-2       | Lugano           | A. Tossi (2)                                      | D. Reinero; P. Lazo                          |
| 38 | 17-feb 2001 | Primera D 2000/01 | Cl. 2       | Lugano            | Lugano           | 1-1       | Yupanqui         | M. Rainero                                        | M. Enrique                                   |
| 39 | 8-sep 2001  | Primera D 2001/02 | Ap. 6       | Lugano            | Lugano           | 4-1       | Yupanqui         | F. Rey (p); C. Báez (e/c); G. Rodríguez; P. Lazo  | L. Buono                                     |
| 40 | 23-mar 2002 | Primera D 2001/02 | Cl. 6       | Sacachispas       | Yupanqui         | 1-2       | Lugano           | D. Palacio                                        | P. Lazo (2)                                  |
| 41 | 15-sep 2002 | Primera D 2002/03 | ZS 2        | Deportivo Riestra | Yupanqui         | 1-0       | Lugano           | J. Rivero                                         |                                              |
| 42 | 23-nov 2002 | Primera D 2002/03 | ZS 11       | Lugano            | Lugano           | 1-3       | Yupanqui         | G. Rodríguez                                      | J. Ferreyra; D. Molares; D. Cuellos          |
| 43 | 23-mar 2003 | Primera D 2002/03 | ZS 20       | Deportivo Riestra | Yupanqui         | 1-0       | Lugano           | J. Rivero                                         |                                              |
| 44 | 2-nov 2003  | Primera D 2003/04 | ZS 7        | Deportivo Riestra | Yupanqui         | 3-1       | Lugano           | J. Arzubi; A. Ramírez; P. Chaparro                | D. Suárez                                    |
| 45 | 14-feb 2004 | Primera D 2003/04 | ZS 16       | Lugano            | Lugano           | 1-1       | Yupanqui         | A. Lobótrico                                      | L. Ruiz                                      |
| 46 | 25-abr 2004 | Primera D 2003/04 | ZS 25       | Deportivo Riestra | Yupanqui         | 1-2       | Lugano           | T. Mongiello                                      | R. Páez; J. Acuña                            |
| 47 | 20-oct 2005 | Primera D 2005/06 | Ap. 13      | Deportivo Riestra | Yupanqui         | 0-0       | Lugano           |                                                   |                                              |
| 48 | 25-mar 2006 | Primera D 2005/06 | Cl. 13      | Lugano            | Lugano           | 4-1       | Yupanqui         | F. Benavídez (2); D. Garay; P. Arnaut             | M. Martínez                                  |
| 49 | 21-oct 2006 | Primera D 2006/07 | Ap. 3       | Deportivo Riestra | Yupanqui         | 1-2       | Lugano           | L. Larrosa                                        | L. Videla; P. Oviedo                         |
| 50 | 02-dic 2006 | Primera D 2006/07 | Cl. 3       | Lugano            | Lugano           | 0-3       | Yupanqui         |                                                   | F. Duarte; C. Sandoval; G. Aranda            |
| 51 | 21-oct 2007 | Primera D 2007/08 | 11          | Deportivo Riestra | Yupanqui         | 3-2       | Lugano           | A. Aguirre; N. Martins De Oliveira; G. Martínez   | L. Videla; E. Ibáñez                         |
| 52 | 12-abr 2008 | Primera D 2007/08 | 28          | Lugano            | Lugano           | 3-1       | Yupanqui         | P. Fiorentino; A. Aguirre; A. Olmos               | C. Sandoval (p)                              |
| 53 | 04-oct 2008 | Primera D 2008/09 | 9           | Lugano            | Lugano           | 2-1       | Yupanqui         | M. Polack; E. Vidal                               | L. Di Flavio                                 |
| 54 | 29-mar 2009 | Primera D 2008/09 | 26          | Deportivo Riestra | Yupanqui         | 1-1       | Lugano           | C. Sandoval                                       | E. Aguirre                                   |
| 55 | 24-oct 2009 | Primera D 2009/10 | 11          | Lugano            | Lugano           | 0-2       | Yupanqui         |                                                   | J. Canesco; A. Giannaschi                    |
| 56 | 14-mar 2010 | Primera D 2009/10 | 28          | Deportivo Riestra | Yupanqui         | 0-0       | Lugano           |                                                   |                                              |
| 57 | 07-ago 2010 | Primera D 2010/11 | 1           | Lugano            | Lugano           | 0-0       | Yupanqui         |                                                   |                                              |
| 58 | 11-dic 2010 | Primera D 2010/11 | 18          | Liniers           | Yupanqui         | 1-2       | Lugano           | E. Romero                                         | J. Sánchez; P. Oviedo                        |
| 59 | 13-nov 2011 | Primera D 2011/12 | 12          | Liniers           | Yupanqui         | 3-1       | Lugano           | M. Carrizo; C. Sandoval; G. Aranda                | H. Villanueva                                |
| 60 | 15-abr 2012 | Primera D 2011/12 | 29          | Lugano            | Lugano           | 1-1       | Yupanqui         | M. Basualdo                                       | G. Argañaraz                                 |
| 61 | 19-oct 2012 | Primera D 2012/13 | 11          | Liniers           | Yupanqui         | 2-2       | Lugano           | M. Bellini; C. Sandoval                           | A. Aguirre; D. Silva                         |
| 62 | 13-abr 2013 | Primera D 2012/13 | 28          | Lugano            | Lugano           | 3-0       | Yupanqui         | M. Coselli; L. Ybarra; L. Gigli                   |                                              |
| 63 | 17-nov 2013 | Primera D 2013/14 | 15          | Liniers           | Yupanqui         | 2-2       | Lugano           | D. Pastrana; E. Ibáñez (e/c)                      | M. Basualdo; A. Saieva                       |
| 64 | 26-abr 2014 | Primera D 2013/14 | 32          | Lugano            | Lugano           | 0-0       | Yupanqui         |                                                   |                                              |
| 65 | 15-nov 2014 | Primera D 2014    | 18          | Lugano            | Lugano           | 1-0       | Yupanqui         | M. Ruíz                                           |                                              |
| 66 | 20-abr 2015 | Primera D 2015    | 6           | Lugano            | Lugano           | 1-0       | Yupanqui         | M. Basualdo                                       |                                              |
| 67 | 16-ago 2015 | Primera D 2015    | 21          | Liniers           | Yupanqui         | 1-2       | Lugano           | E. Armoa                                          | M. Ruíz; P. Ocampo                           |
| 68 | 24-abr 2016 | Primera D 2016    | 9           | Lugano            | Lugano           | 1-1       | Yupanqui         | E. Insfrán                                        | M. Ávalos                                    |
| 69 | 23-sep 2016 | Primera D 2016/17 | 5           | Liniers           | Yupanqui         | 0-0       | Lugano           |                                                   |                                              |
| 70 | 04-abr 2017 | Primera D 2016/17 | 20          | Lugano            | Lugano           | 2-4       | Yupanqui         | E. Fernández; M. Basualdo                         | M. Ruíz (2); M. Danevitch; A. Bertys Redondo |
| 71 | 29-sep 2017 | Primera D 2017/18 | 5           | Lugano            | Lugano           | 0-0       | Yupanqui         |                                                   |                                              |
| 72 | 05-mar 2018 | Primera D 2017/18 | 20          | Deportivo Riestra | Yupanqui         | 1-0       | Lugano           | A. Monrroes                                       |                                              |
| 73 | 02-sep 2018 | Primera D 2018/19 | 1           | Lugano            | Lugano           | 1-1       | Yupanqui         | S. Kojro                                          | D. Costas                                    |
| 74 | 05-feb 2019 | Primera D 2018/19 | 16          | UAI-Urquiza       | Yupanqui         | 0-0       | Lugano           |                                                   |                                              |
| 75 | 05-nov 2019 | Primera D 2019/20 | Ap. 8       | Argentino (Merlo) | Yupanqui         | 2-0       | Lugano           | D. Pastrana (2)                                   |                                              |
| 76 | 19-jul 2021 | Primera D 2021    | Ap. 9       | Argentino (Merlo) | Yupanqui         | 1-5       | Lugano           | E. Ponce                                          | M. Ruíz; E. Gómez (2); M. Lepore; J. Trento  |
| 77 | 29-oct 2021 | Primera D 2021    | Cl. 9       | Lugano            | Lugano           | 0-2       | Yupanqui         |                                                   | J. Torres; N. De Benedetti                   |
| 78 | 9-jul 2022  | Primera D 2022    | Ap. 10      | Lugano            | Lugano           | 0-1       | Yupanqui         | D. Pastrana                                       |                                              |
| 79 | 25-sep 2022 | Primera D 2022    | Cl. 10      | Yupanqui          | Yupanqui         | 3-1       | Lugano           | D. Pastrana (2p); L. De Santi                     | S. Kojro                                     |
| 80 | 6-abr 2024  | Primera C 2024    | Ap. 11      | Lugano            | Lugano           | 1-0       | Yupanqui         | ?                                                 |                                              |
| 81 | 8-sep 2024  | Primera C 2024    | Cl. 11      | Yupanqui          | Yupanqui         | 1-1       | Lugano           | ?                                                 | ?                                            |

## Concordancias
Ambos clubes tienen su sede social en el barrio porteño de Lugano mientras que sus estadios están localizados en el partido de La Matanza.
El estadio José María Moraños es propiedad de Lugano y está ubicado en la localidad de Tapiales. En el caso de Yupanqui, inauguró su estadio en Ciudad Evita y en la temporada 2022 comenzó a utilizarlo de manera oficial.